# Portugal Cove-St. Philip's
Portugal Cove-St. Philip's is een gemeente (town) in de Canadese provincie Newfoundland en Labrador. Portugal Cove-St. Philip's telt ruim 8400 inwoners en is daarmee een van de gemeenten met het hoogste inwonersaantal van de provincie.

## Geschiedenis
Portugal Cove-St. Philip's ontstond in 1992 door de fusie van de gemeenten Portugal Cove, St. Philip's en Hogan's Pond.

## Geografie
De gemeente bestaat uit de dorpen Portugal Cove, St. Philip's en Hogan's Pond. Ze ligt op het schiereiland Avalon van het eiland Newfoundland, aan de oevers van Conception Bay. Portugal Cove-St. Philip's ligt direct ten westen van de provinciehoofdstad St. John's en maakt deel uit van de metropoolregio ervan.
Verspreid over de gemeente liggen achttien noemenswaardige meren, waaronder de Millers Pond (18 ha) en de Clements Pond (13 ha). Daarnaast zijn er een aantal beken, waaronder de Main River die met een watervalletje uitmondt in de haven van Portugal Cove. In het oosten van de gemeente ligt Voisey's Brook Park, een park en tevens populair recreatiedomein dat doorkruist wordt door de beek Voisey's Brook.

## Demografie
Portugal Cove-St. Philip's kent als slaapstad voornamelijk woonwijken van personen actief in de aangrenzende steden St. John's en Mount Pearl. Net als alle andere plaatsen in de metropoolregio van St. John's, kent ook Portugal Cove-St. Philip's reeds jarenlang een stevige demografische groei. Tussen 1991 en 2021 steeg de bevolkingsomvang van 5.459 naar 8.415. Dat komt neer op een stijging van 2.956 inwoners (+54,1%) in dertig jaar tijd.
| Demografische ontwikkeling van Portugal Cove-St. Philip's tussen 1991 en 2021                                                                    |
| --- |
| |
| Bron: Statistics Canada (1991–1996, 2001–2006, 2011–2016, 2021) - De gegevens van 1991 slaan reeds op het in 1992 tot stand gekomen grondgebied. |

### Taal
In 2021 had 98,3% van de inwoners van Portugal Cove-St. Philip's het Engels als moedertaal; 99,9% was het Engels machtig. Hoewel slechts 60 mensen (0,7%) het Frans als moedertaal hadden, waren er 785 mensen die die andere Canadese landstaal konden spreken (9,3%). De op twee na meest gekende taal was het Mandarijn met 50 personen die die taal machtig waren (0,6%).

## Sport en recreatie
Het Voisey's Brook Park heeft onder meer een voetbalveld, softbalveld, basketbalveld, skatepark, speeltuin en een hondenlosloopgebied.
Ten zuiden van Hogan's Pond ligt de Rainbow Gully-site. Deze is de thuisbasis van de lokale voetbalvereniging en huisvest ook infrastructuur voor verscheidene andere sporten.
Langs de kustlijn van de gemeente loopt de East Coast Trail, het bekendste langeafstandswandelpad van Newfoundland.

## Galerij

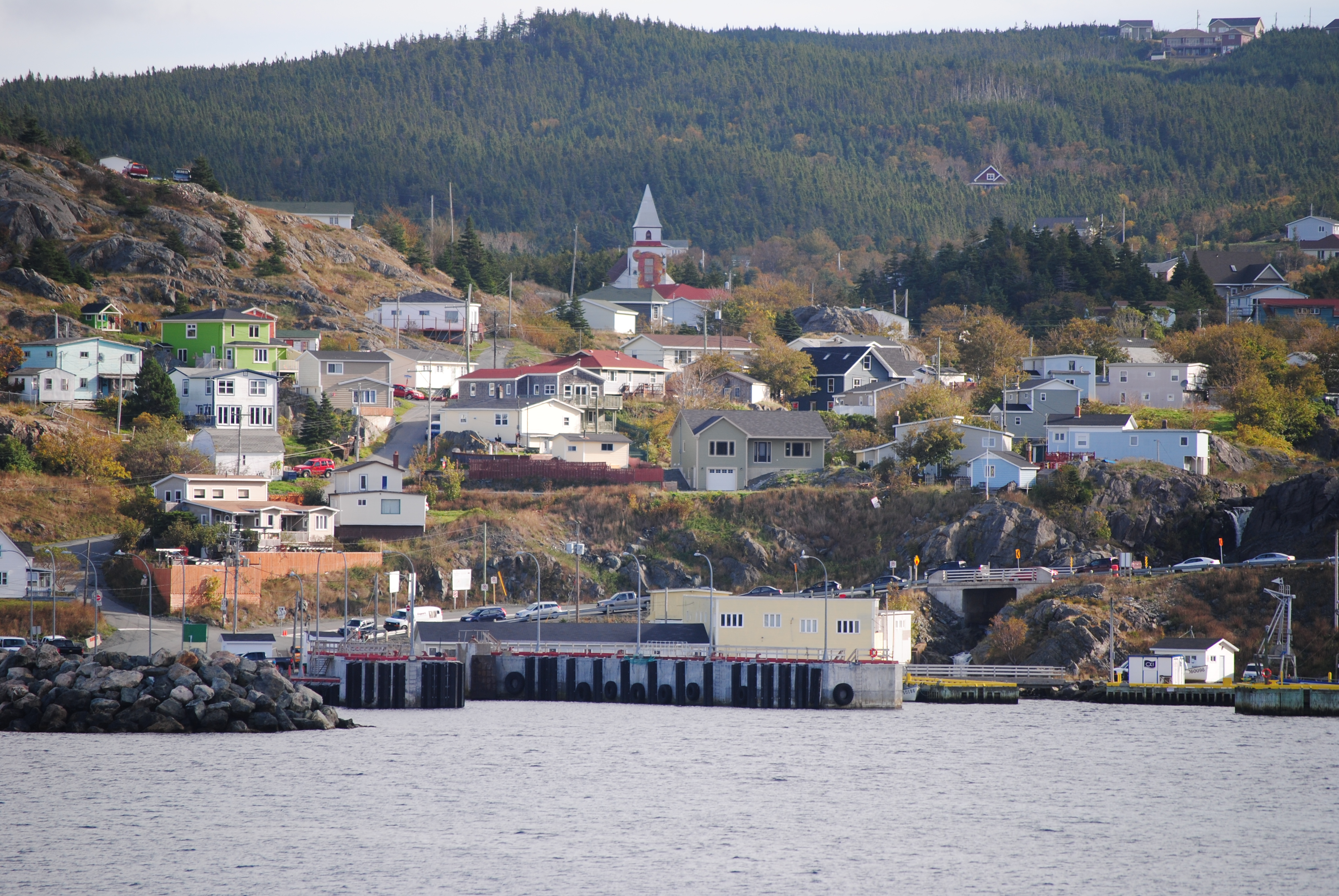
Zicht op de haven van Portugal Cove
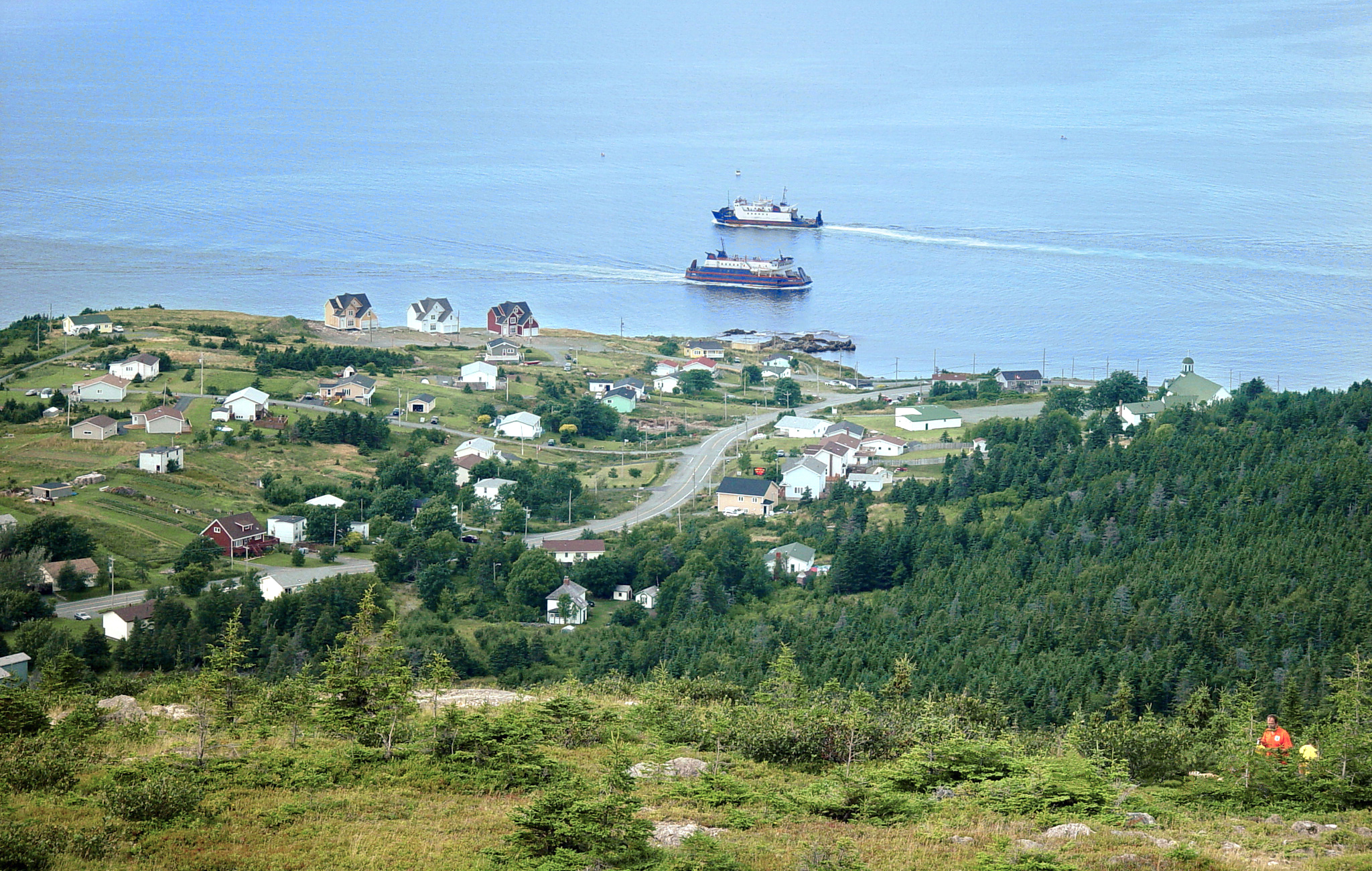
Portugal Cove met de twee ferryboten die de verbinding naar Bell Island verzorgen
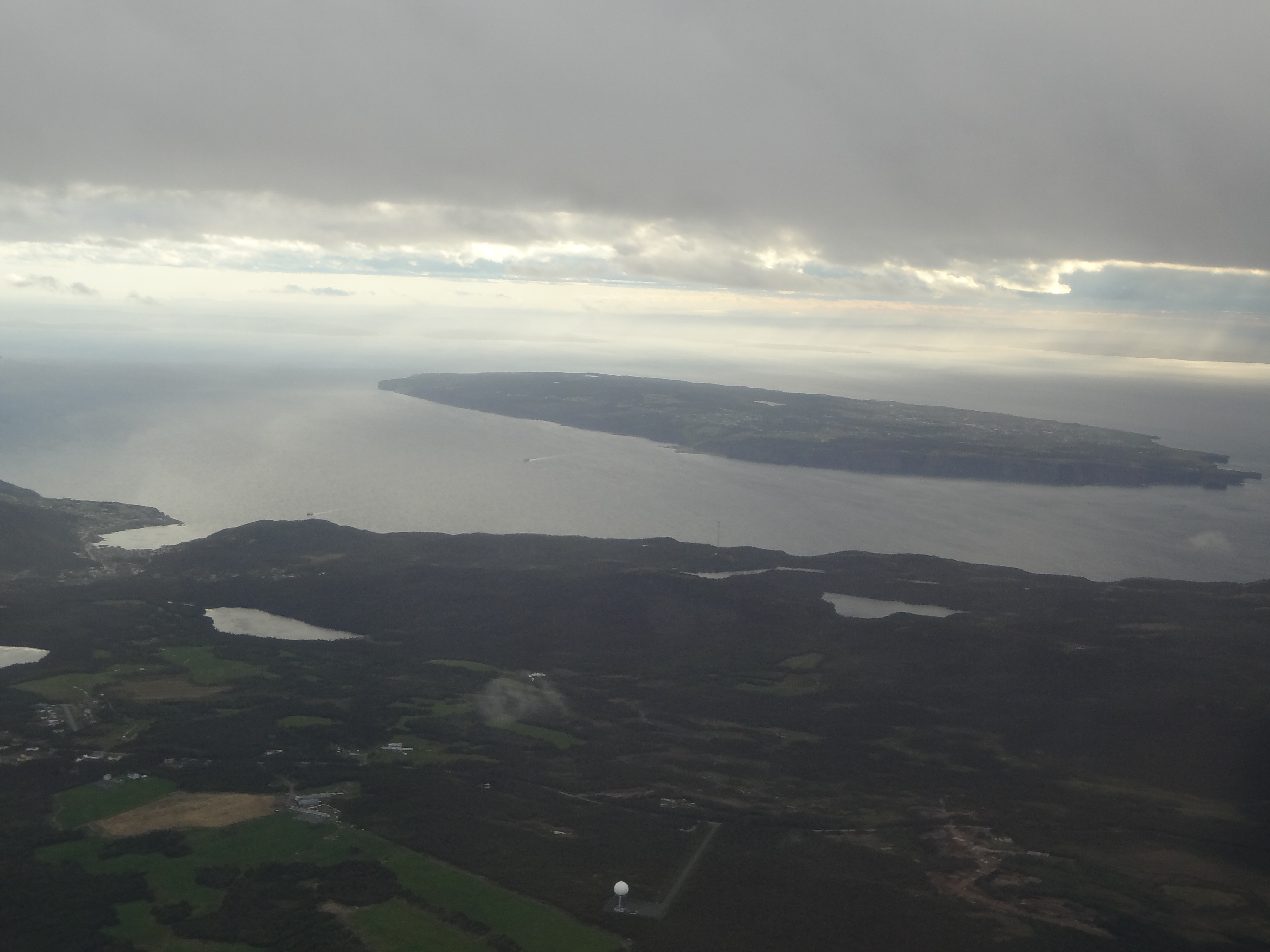
Luchtbeeld met Portugal Cove uiterst links en Bell Island op de achtergrond.